# Antonio Soldo
Antonio Soldo (ur. 12 stycznia 1988 w Mostarze) – bośniacki piłkarz występujący na pozycji bramkarza w bośniackim klubie Zrinjski Mostar.

## Kariera klubowa

### NK Široki Brijeg
W 2009 roku podpisał kontrakt z klubem NK Široki Brijeg.

### NK GOŠK Gabela
1 sierpnia 2010 został wysłany na wypożyczenie do drużyny NK GOŠK Gabela. Zadebiutował 7 sierpnia 2011 w meczu Premijer ligi przeciwko FK Slavija Sarajewo (1:0).

### NK Široki Brijeg
30 czerwca 2013 powrócił do zespołu z wypożyczenia. Zadebiutował 18 września 2013 w meczu Pucharu Bośni i Hercegowiny przeciwko FK Igman Konjic (0:2). W Premijer lidze zadebiutował 19 października 2013 w meczu przeciwko FK Borac Banja Luka (2:2). W sezonie 2013/14 jego zespół zajął drugie miejsce w tabeli zdobywając wicemistrzostwo Bośni i Hercegowiny. 10 lipca 2014 zadebiutował w kwalifikacjach do Ligi Europy w meczu przeciwko Qəbələ FK (3:0).

### Zrinjski Mostar
3 stycznia 2018 podpisał kontrakt z klubem Zrinjski Mostar. Zadebiutował 20 maja 2018 w meczu Premijer ligi przeciwko FK Krupa (4:0). W sezonie 2017/18 jego zespół zajął pierwsze miejsce w tabeli zdobywając mistrzostwo Bośni i Hercegowiny. W sezonie 2018/19 zdobył wicemistrzostwo Bośni i Hercegowiny.

## Kariera reprezentacyjna

### Bośnia i Hercegowina U-21
W 2009 roku otrzymał powołanie do reprezentacji Bośni i Hercegowiny U-21. Zadebiutował 11 sierpnia 2009 w meczu towarzyskim przeciwko reprezentacji Słowenii U-21 (2:0).

## Statystyki

### Klubowe
(aktualne na dzień 5 lutego 2021)
| Klub                  | Sezon              | Liga               | Liga  | Liga   | Puchar kraju | Puchar kraju | Europa | Europa | Suma  | Suma   |
| Klub                  | Sezon              | Liga               | Mecze | Bramki | Mecze        | Bramki       | Mecze  | Bramki | Mecze | Bramki |
| --------------------- | ------------------ | ------------------ | ----- | ------ | ------------ | ------------ | ------ | ------ | ----- | ------ |
| NK GOŠK Gabela (wyp.) | 2011/12            | Premijer liga      | 4     | 0      | 0            | 0            | –      | –      | 4     | 0      |
| NK GOŠK Gabela (wyp.) | 2012/13            | Premijer liga      | 17    | 0      | 3            | 0            | –      | –      | 20    | 0      |
| NK GOŠK Gabela (wyp.) | Ogólnie            | Ogólnie            | 21    | 0      | 3            | 0            | 0      | 0      | 24    | 0      |
| NK Široki Brijeg      | 2013/14            | Premijer liga      | 18    | 0      | 3            | 0            | 0      | 0      | 21    | 0      |
| NK Široki Brijeg      | 2014/15            | Premijer liga      | 30    | 0      | 0            | 0            | 3      | 0      | 33    | 0      |
| NK Široki Brijeg      | 2015/16            | Premijer liga      | 29    | 0      | 0            | 0            | –      | –      | 29    | 0      |
| NK Široki Brijeg      | 2016/17            | Premijer liga      | 24    | 0      | 0            | 0            | 2      | 0      | 26    | 0      |
| NK Široki Brijeg      | Ogólnie            | Ogólnie            | 101   | 0      | 3            | 0            | 5      | 0      | 109   | 0      |
| Zrinjski Mostar       | 2017/18            | Premijer liga      | 1     | 0      | 0            | 0            | 0      | 0      | 1     | 0      |
| Zrinjski Mostar       | 2018/19            | Premijer liga      | 9     | 0      | 2            | 0            | 4      | 0      | 15    | 0      |
| Zrinjski Mostar       | 2019/20            | Premijer liga      | 3     | 0      | 3            | 0            | 0      | 0      | 6     | 0      |
| Zrinjski Mostar       | 2020/21            | Premijer liga      | 2     | 0      | 1            | 0            | 0      | 0      | 3     | 0      |
| Zrinjski Mostar       | Ogólnie            | Ogólnie            | 15    | 0      | 6            | 0            | 4      | 0      | 25    | 0      |
| Ogólnie w karierze    | Ogólnie w karierze | Ogólnie w karierze | 137   | 0      | 12           | 0            | 9      | 0      | 158   | 0      |

### Reprezentacyjne
| Reprezentacja             | Rok     | Mecze | Bramki |
| ------------------------- | ------- | ----- | ------ |
| Bośnia i Hercegowina U-21 |         |       |        |
| 2009                      | 1       | 0     |        |
| Ogólnie                   | Ogólnie | 1     | 0      |

| Mecze i gole w reprezentacji | Mecze i gole w reprezentacji | Mecze i gole w reprezentacji | Mecze i gole w reprezentacji | Mecze i gole w reprezentacji | Mecze i gole w reprezentacji | Mecze i gole w reprezentacji | Mecze i gole w reprezentacji |
| Lp.                          | Data                         | Miejsce                      | Gospodarz                    | Gość                         | Wynik                        | Gol                          | Rozgrywki                    |
| ---------------------------- | ---------------------------- | ---------------------------- | ---------------------------- | ---------------------------- | ---------------------------- | ---------------------------- | ---------------------------- |
| 1.                           | 11.08.2009                   | Velenje                      | Słowenia                     | Bośnia i Hercegowina         | 2:0                          |                              | Mecz towarzyski              |

## Sukcesy

### NK Široki Brijeg
- Wicemistrzostwo Bośni i Hercegowiny (1×): 2013/2014

### Zrinjski Mostar
- Mistrzostwo Bośni i Hercegowiny (1×): 2017/2018
- Wicemistrzostwo Bośni i Hercegowiny (1×): 2018/2019